# Giuseppe Antonini
Giuseppe Antonini (* 2. září 1914 – 29. listopadu 1989) byl italský fotbalista, který hrál jako záložník a trenér.

## Klubová kariéra
Za Veronu debutoval ve svých 20 letech.
V roce 1937 přestoupil do Milána, kde strávil dvanáct let, šest sezón byl kapitánem. V sezóně 1946/47 vstřelil 6 gólů.
V roce 1949, těsně před příchodem Gre-No-Li, přestoupil do Reggiany. V roce 1951 ukončil ve věku 37 let kariéru.